# Yvert et Tellier
 (décembre 2024).
- Si vous ne connaissez pas le sujet, laissez ce bandeau (vous pouvez alors contacter les auteurs).
- Si vous supprimez le contenu mis en cause (vous pouvez préalablement contacter les auteurs),

argumentez précisément cette suppression dans la page de discussion
(un manque de référence n'est pas un argument ; une recherche réelle de référence doit avoir été effectuée, être formellement documentée).
 (décembre 2021).
Pour les articles homonymes, voir Yvert et Tellier.
Éditions Yvert et Tellier est un marchand de timbres-poste et une maison d'édition philatélique française fondée en 1895, actuellement basée à Amiens. Son catalogue de timbres est une référence française et une des références internationales avec Stanley Gibbons, Michel et Scott.
Son logotype, qui représente un cercle divisé entre un flocon de neige et un soleil souriant, symbolise un jeu de mots sur le nom de l'entreprise : "hiver, été liés", Yvert et Tellier.
Fondée comme imprimerie pour un journal légitimiste par Eugène Yvert en 1831, la Maison Yvert s'est spécialisée dans la philatélie en 1895 sous l'impulsion du petit-fils Louis Yvert et de son chef imprimeur Théodule Tellier.

## Historique
Au début des années 1890 à Amiens, l'imprimerie de la famille Yvert est possédée par Louis Yvert petit-fils du fondateur et Théodule Tellier chef imprimeur qui a assuré la pérennité de l'entreprise après la mort du père de Louis. Alors que Louis apprécie peu la position de directeur du journal familial légitimiste L'Écho de la Somme, il découvre la collection de timbres-poste grâce à Tellier et un bulletin L'Écho de la timbrologie que Tellier a intégré aux publications de l'entreprise.
En 1895, Yvert s'engage dans l'édition philatélique avec Tellier. En novembre 1896, il publie un catalogue de timbres de tous les pays et un album qui permet de classer les timbres de manière raisonnée. Le succès du Catalogue prix-courant de timbres-poste par Yvert et Tellier et du matériel philatélique est rapide.
En 1900, Yvert et Tellier s'associe à Théodore Champion, marchand de timbres genevois installé à Paris. Celui-ci fixe les cotes du catalogue jusqu'à sa mort en 1955.
En avril 1913, Tellier se retire des affaires et vend ses parts à Louis Yvert. Par amitié, il décide que le catalogue continuera à porter le nom de son ami et ancien associé. Au cours des décennies suivantes, Yvert prépare sa succession en répartissant les directions entre ses deux fils et son gendre. Henri s'occupe de l'imprimerie, Pierre de la revue philatélique, et leur beau-frère Jacques Gervais dirige la maison d'édition.
En 1955, Pierre Yvert rachète le fonds de commerce du défunt Théodore Champion avec les frères Ladislas et Alexandre Varga. La nouvelle société, Ancienne Maison Théodore Champion, prend la suite de l'expert pour fixer les cotes du catalogue Yvert et Tellier. En 2000, cette fonction est retirée à Jean Varga, fils de Ladislas : les cotes sont désormais établies par des groupes d'experts, d'après leur domaine de prédilection.
Dans les années 1970 et 1980, l'édition du catalogue est modernisée avec la photocomposition, l'impression en offset et la colorisation progressive des catalogues. Les années 1990 voient l'édition du catalogue des timbres-poste de France en cd-rom.
Depuis 1990, le Catalogue des timbres fiscaux et socio-postaux de France, dont l'édition avait été Interrompue après 1937, est de nouveau périodiquement publié en liaison avec la Société Française de Philatélie Fiscale.
Devenue la principale référence utilisée en France et une des références internationales, l'entreprise Yvert et Tellier reste une entreprise possédée par les descendants de Louis Yvert. En 2005, le président-directeur général est Benoît Gervais, fils de Jacques Gervais, et le directeur de l'imprimerie est Christophe Yvert, petit-fils de Pierre.
En juin 2020, l'entreprise rachète l'éditeur Timbropresse, placée en redressement judiciaire, et intègre ainsi le magazine Timbres magazine à côté de ses mensuels L'Écho de la timbrologie et Atout timbres.
Pour l'arbre généalogique de la famille Yvert, voir : Famille Yvert.

## Éditions

### Presse philatélique
Yvert & Tellier est éditeur de "Atout Timbres", "l'Echo de la timbrologie" et "Timbres magazine".

### Catalogue général
Avec ses divers catalogues de cotations, Yvert est la principale référence pour les timbres de France et de plusieurs pays francophones. Néanmoins, son catalogue comprend également l'ensemble des pays émetteurs du monde. Avec l'aide de la société Théodore Champion, Yvert publie aussi un catalogue des timbres émis pendant l'année écoulée. Au début des années 2000, Yvert et Tellier a compilé ses pages de cotation des timbres émis de 1840 à 1940 en un seul volume, intitulé Classiques du monde 1840-1940.
Les catalogues comprennent les informations suivantes : année d'émission, image du timbre et sa cote. Un texte présente rapidement les régimes politiques du pays et son histoire postale.
Au départ, le catalogue était organisé autour de trois volumes :
- France, Andorre, Monaco, colonies françaises et anciennes colonies devenues indépendantes,
- Pays d'Europe, subdivisés ensuite entre Europe de l'Ouest et Europe de l'Est.
- Reste du monde classé dans l'ordre alphabétique.

À partir des années 1970, l'inflation des émissions a conduit à diviser en plusieurs tomes chacun des volumes.
Lors de la sortie de l'édition millésimée 2010, le catalogue comprend 18 tomes :
- Tome 1, France, 2011
- Tome 1 bis, Monaco, Andorre, Nations unies et France d'outre-mer, 2011
- Tome 2.1, Colonies françaises, 2011
- Tome 2.2, Pays indépendants d'Afrique, Algérie à Haute-Volta, ainsi que Cambodge et Laos, 2006
- Tome 2.3, Pays indépendants d'Afrique, Madagascar à Tunisie, ainsi que Vanuatu et Vietnam, 2008
- Tome 3.1, Europe de l'Ouest, Allemagne à Épire, 2006
- Tome 3.2, Europe de l'Ouest, Espagne à Luxembourg, 2008
- Tome 3.3, Europe de l'Ouest, Macédoine à Yougoslavie, 2009
- Tome 4.1, Europe de l'Est, Albanie à Pologne, 2010
- Tome 4.2, Europe de l'Est, Roumanie à Ukraine, 2011
- Tome 5.1, Outre-mer, Abou Dhabi à Burundi, 2011
- Tome 5.2, Outre-mer, Caïmanes à Dominicaine, 2006
- Tome 5.3, Outre-mer, Dominique à Guatemala, 2006
- Tome 5.4, Outre-mer, Guinée-Bissau à Lesotho, 2008
- Tome 5.5, Outre-mer, Liban à Nyassaland, 2008
- Tome 5.6, Outre-mer, Océan Indien à Samoa, 2009
- Tome 5.7, Outre-mer, Seychelles à Zoulouland, 2010
- Tome de référence, 2007

Depuis l'automne 2011, les tomes III et IV sont fusionnés en une série unique dénommée « Europe ».
Les volumes du tome V sont aussi depuis simplement appelés « Outre-Mer », divisés en volumes mais sans indication de tome.
Le catalogue est donc divisé aujourd'hui en 3 ensembles, retrouvant ainsi en partie l'organisation initiale :
Première série : Territoire français et sa périphérie (Monaco et Andorre).
- France (Tome 1) (Mise à jour annuelle)
- Territoires d'Outre-Mer administrés par la France, ainsi que : Monaco, Andorre, séries « Europa » et Nations-Unies (Tome 1 bis) (Mise à jour annuelle).

Deuxième série : Les anciens territoires sous administration française (colonies, mandats, etc.) et les actuels pays issus de ces territoires après leur indépendance.
1. Anciennes Colonies Françaises (Tome 2-1)
2. Pays indépendants d'Afrique. (Actuellement en 2 volumes, qui comprend les timbres des actuels pays depuis leur indépendance et correspondant aux anciennes colonies (s.l.) françaises d'Afrique et d'Asie. Remarquez que l’appellation « Afrique » est trompeuse).

- Tome 2-2, Pays indépendants d'Afrique : Algérie à Haute-Volta, ainsi que Cambodge et Laos, 2013 (édité en 2012, millésimé 2013)
- Tome 2-3, Pays indépendants d'Afrique : Madagascar à Tunisie, ainsi que Vanuatu et Vietnam, 2008

Troisième série : le « reste » du monde.
1. Europe :
- Volume 1 : Albanie à Bulgarie (2011) (NB : La partie "Allemagne" regroupe l'ensemble des territoires à l'origine de l'actuelle République Fédérale allemande).
- Volume 2 : Carélie à Hongrie (2012)
- Volume 3 : Ingrie à Portugal (2012)
- Volume 4 : Roumanie à Yougoslavie (2013)

2. Pays d'Outre-Mer : pays du monde non francophones (sauf exceptions).
- Volume 1 : Outre-mer, Abou Dhabi à Burundi (2011)
- Volume 2 : Outre-mer, Caïmanes à Dominicaine (2013)
- Volume 3 : Outre-mer, Dominique à Guatemala (2006)
- Volume 4 : Outre-mer, Guinée-Bissau à Lesotho (2008)
- Volume 5 : Outre-mer, Liban à Nyassaland (2008)
- Volume 6 : Outre-mer, Océan Indien à Samoa (2009)
- Volume 7 : Outre-mer, Seychelles à Zoulouland (2010)

Ces divisions du monde, basées principalement sur les intérêts des collectionneurs français des années 1930 à 1970, est critiquée, car non basée sur des divisions géographiques, mais uniquement sur une classification concentrique ou historique (colonies) autour du territoire métropolitain. Le catalogue Yvert se distingue sur ce point nettement du catalogue Michel (en allemand) divisé selon les continents, ou Scott (en anglais) qui suit lui l'ordre alphabétique.
Depuis 2008, les dirigeants Yvert et Tellier encouragent le mécénat artistique en confiant, à un artiste créateur de beaux timbres, la couverture du catalogue tome 1 de France. Ainsi : Christian Broutin, Ève Luquet, Valérie Besser, Cyril de La Patellière.

### Catalogue de timbres fiscaux
Parallèlement à ses divers catalogues de timbres-poste, Yvert a longtemps mentionné les timbres fiscaux dans ses catalogues spécialisés du début du XXe siècle, et a même édité en 1915 le seul catalogue mondial des timbres fiscaux.
Il a aussi édité jusqu'en 1937 le Catalogue des Timbres fiscaux de France et Colonies de Forbin.
Cette tradition a revu le jour depuis 1990 : Yvert publie régulièrement le Catalogue des timbres Fiscaux et Socio-postaux de France, qui est le catalogue officiel de la Société française de philatélie fiscale (S.F.P.F.). Sa dernière édition est de 2012. Il est régulièrement mis à jour par la « Commission du Catalogue » de cette association, composée de spécialistes français éminents de cette discipline.

### Autres
L'étude par Yvert des timbres-poste de France et du monde est complétée par un Catalogue spécialisé des timbres de France qui connaît des éditions ponctuelles et à chaque fois complètement revues et corrigées. Il est la référence la plus facilement accessible sur l'histoire postale de la France :
- Première édition en trois tomes, (format 19,5 x 12 cm) :
  - Tome I : France métropolitaine, période 1849 à 1939 (y compris la guerre de 1870-1871 et la Commune). 452 pages, dernière édition 1939 ;
  - Tome II : Timbres des postes françaises dans les Colonies françaises, Protectorats et Pays sous Mandat, ainsi que l'Indochine. dernière édition 1936 ;
  - Tome III : Bureau français à l'étranger (y compris Monaco) et les territoires occupés par les troupes françaises (notamment guerre 1914-1918). 326 pages, dernière édition 1940.

Cette première édition comporte des informations sur les tirages, les coins datés, la chronologie des émissions qui ne seront pour certaines jamais reprises et actualisées par la suite, particulièrement pour les timbres des postes françaises à l'étranger (tome III) et des colonies (tome II). Le tome I est développé dans les versions suivantes.
- Deuxième édition, entièrement revue et corrigée (1975 - 1982):
  - Tome 1 : Catalogue spécialisé des timbres de France, période 1849 - 1900, 1975 ;
  - Tome 2 : Catalogue spécialisé des timbres de France, XXe siècle, 1re partie, période 1900 - 1939, 1982.
  - Le tome 3 (ou tome 2, 2e partie) est annoncé, mais ne sera pas réalisé (avec la période 1940 - 1980, entre autres, ou les timbres spécifiques des colonies françaises et des bureaux à l'étranger).

La numérotation des timbres de cette seconde édition spécialisée ne correspond pas toujours à celle du catalogue France usuel, particulièrement pour les variétés. L'exhaustivité des différents types fait apparaitre des références inconnues du catalogue annuel des timbres français.
- Troisième édition (en cours) :
  - « Le spécialisé », volume 1, (période 1849 - 1900), collectif, 2000. (Annoncé comme scindé en deux volumes, ce volume ne traite que des timbres-poste, et ne contient pas les chapitres sur les oblitérations, les tarifs, les usages, etc).

Yvert édite également des cédéroms d'aide à la gestion de collections, comprenant la base de données de ses catalogues, et vend du matériel philatélique portant sa marque (albums, loupes, etc.).

## Yvert et la concurrence
Au cours du XXe siècle, la concurrence comprend le catalogue Thiaude et le catalogue Maury qui cessent de paraître durant les années 1980. À la fin du XXe siècle et jusqu'en 2001, le principal concurrent français des catalogues Yvert et Tellier est le catalogue des timbres de France de l'éditeur Cérès.
Depuis 2001, la position commerciale des catalogues de timbres de France et d'outre-mer d'Yvert et Tellier est attaquée par les éditions Dallay. Ces dernières jouent sur l'iconographie et l'ajout d'informations ne figurant pas dans les catalogues Yvert comme le nom des dessinateurs et graveurs, dates d'émission et de retrait, les modifications des tarifs postaux. Néanmoins, Yvert se maintient grâce à l'habitude des philatélistes et marchands de se servir de la numérotation Yvert (reconnue propriété intellectuelle d'Yvert et Tellier par la justice).
Depuis 2004, l'éditeur réagit commercialement à cette nouvelle concurrence en baissant le prix de son catalogue des timbres de France, en l'accompagnant d'un cédérom et en enrichissant le contenu des parties de « fin de catalogue » (timbres fictifs en 2005).
En mars 2005, néanmoins, à la suite d'une saisine du Conseil de la concurrence par Dallay, Yvert et Tellier a accepté de vendre à des éditeurs concurrents le droit de publier des tables de concordance des numérotations.
En juin 2006, en même temps que le Junior des éditions Cérès, Yvert publie Le petit Yvert, un catalogue des timbres-poste, de poste aérienne et timbres-taxe de France ; similaire à des éditions simplifiées existant chez plusieurs éditeurs étrangers, par exemple le Junior-Katalog de Michel pour l'Allemagne. De format réduit, son prix est de 9,90 € (19,90 à 20 € pour un catalogue de France habituel chez les trois éditeurs concurrents).
En novembre 2008, la concurrence française se réduit au catalogue Maury, issu de la fusion du Cérès et du Dallay, et qui utilise la numérotation de l'ancien catalogue issu du négoce d'Arthur Maury identique à celle d'Yvert et Tellier jusqu'au milieu du XXe siècle.

## Nuancier Yvert et Tellier
Le nuancier Yvert et Tellier est un tableau de couleurs indiquant les timbres pris en référence pour déterminer la plupart des nuances attribuées aux timbres et à leurs variétés.
La liste ci-dessous comprend : le nom de la couleur, le pays et le numéro du timbre d'après le catalogue de cotations Yvert et Tellier, et enfin le sujet du timbre. S'il est connu, le numéro dans le catalogue de l'éditeur allemand Michel a été relevé.

- Ardoise : Allemagne, no 362, 80 pfennig Heinrich von Stephan de 1924.
- Bistre : Portugal, no 213, 7 1/2 centavos Cérès de 1912-1917.
- Bistre-olive : Allemagne, no 179, 25 marks Agriculteurs de 1921-1922.
- Bleu : France, no 179, 1 franc Louis Pasteur de 1923-1926.
- Bleu-gris : Portugal, no 241, 13 1/2 centavos Cérès de 1917-1924.
- Bleu-vert : Bavière, no 97, 20 pfennig Louis III, roi de Bavière de 1914-1920.
- Bleu-violet : Brésil, timbre-taxe no 11.
- Brique : Portugal, no 248, 36 centavos Cérès de 1917-1924.
- Brun : France, no 707 , 1 franc 20 Arc de Triomphe Paris de 1945
- Brun clair : Monaco, no 88 , 60 centimes , effigie du prince Louis II de 1924-29.
- Brun carminé : Portugal, no 430, 1 escudo Cérès de 1926.
- Brun gris : France, no 542, 2 francs + 3 francs Compositeur Emmanuel Chabrier de 1942.
- Brun-jaune : Algérie française, no 39, 15 centimes mosquée Sidi Abderahmane de 1926.
- Brun-lilas : Portugal, no 372, 2 centavos Cérès de 1924-1926.
- Brun-olive : France, no 193, 40 centimes Semeuse camée de 1924-1938.
- Brun-orange : Uruguay, no 188.
- Brun-rouge : Allemagne, no 301, 30 millions de marks de 1923.
- Brun-roux : Madagascar, no 184.
- Brun-violet : Grèce, no 198d, 80 lepta Mercure de 1912-1922.
- Carmin : Égypte, no 48.
- Chaudron : Belgique, no 218, 5 francs Albert Ier type Houyoux de 1921-1927.
- Gris-brun : Brésil, no 133.
- Gris-lilas : Portugal, no 228, 1 centavo Cérès de 1923-1924.
- Gris-olive : Algérie française, no 34, 1 centimes rue de la Kasbah d'Alger de 1926.
- Gris-outremer : Portugal, no 239, 12 centavos Cérès de 1923-1924.
- Gris-violet : Bolivie, no 100.
- Jaune : Portugal, no 273, 2 centavos Cérès de 1923-1924.
- Jaune-bistre : Allemagne, no 292, 50 000 marks de 1923.
- Jaune-brun : France, no 235, 25 centimes Semeuse camée de 1926-31.
- Jaune foncé : Afrique Orientale Anglaise, no 136.
- Jaune-olive : Luxembourg, no 49, 4 centimes Armoiries et allégories de 1882-1891.
- Jaune-orange : Canada, no 108.
- Lie de vin : Bavière, no 185, 75 pfennig Semeur de 1920.
- Lilas : Allemagne, no 145, 60 pfennig Forgerons de 1921-1922 (Michel no 165).
- Lilas-brun : Algérie française, no 35, 2 centimes rue de la Kasbah d'Alger de 1926.
- Lilas-rose : France, no 190, 20 centimes Semeuse camée de 1924-1938.
- Marron : Allemagne, no 141, 25 pfennig de 1921-1922 (Michel no 161).
- Mauve : Guinée Portugaise, no 187.
- Noir : France, no 644, 4 francs 50 Type Marianne d'Alger de 1944.
- Noir-brun : Algérie française, no 164, 70 centimes vue d'Alger de 1941.
- Ocre : Allemagne, no 322, 5 milliards de marks de 1923 (Michel no 327).
- Olive : Luxembourg, no 48, 2 centimes Armoiries et allégories de 1882-1891.
- Orange : Bavière, no 99, 30 pfennig roi Louis III.
- Outremer : Grèce, no 185, 25 lepta Iris.
- Rose : Algérie, no 49, 75 centimes mosquée de la pêcherie à Alger de 1926.
- Rose carminé : Porto Rico, no 97.
- Rose pâle : Portugal, no 236, 6 centavos Cérès de 1917-1924.
- Rose-lilas : Algérie française, no 82, 1,10 franc mosquée de la pêcherie à Alger de 1927-1930.
- Rose-rouge : Italie, no 228, 20 centisimi Jules César de 1929-1930.
- Rouge : France, no 160, 30 centimes Semeuse camée de 1921.
- Rouge-brun : Belgique, no 192, 3 centimes roi Albert Ier type Houyoux de 1921-1927.
- Rouge carminé : Allemagne, no 244, 200 marks de 1923 (Michel no 269).
- Rouge-orange : Algérie française, no 50, 80 centimes mosquée de la pêcherie à Alger de 1926.
- Sépia : Algérie française, no 80, 65 centimes mosquée de la pêcherie à Alger de 1926.
- Turquoise : Portugal, no 490, 1 escudo 60 centavos sur 20 escudos Cérès de 1928-1929.
- Vermillon : Bavière, no 183, 50 pfennig Semeur de 1920.
- Vert-bleu : Allemagne, no 291, 5 000 marks de 1923 (Michel no 274).
- vert-foncé : Acores, no 158, 1 centime 1/2 Type Cérès de 1912-15.
- Vert-jaune : Bavière, no 111, 5 pfennig roi Louis III de 1914-1920.
- Vert-olive : Allemagne, no 210, 8 marks Cor de poste de 1922-1923 (Michel no 229).
- Violet : Portugal, no 211, 2 1/2 centimes Cérès de 1912-1917.
- Violet-brun : Algérie française, no 46, 45 centimes mosquée de la pêcherie à Alger de 1926.

### Sources de l'article
- Yvert et Tellier. 100 ans d'histoire, éd. Yvert et Tellier, 1996.